# Zapplive
Zapplive was een interactief televisieprogramma voor kinderen dat van 2009 tot 2021 op NPO Zapp te zien was.

## In de ochtend (seizoen 1)
Zapplive begon in 2009 als ochtendmagazine op zaterdag op Zapp. Het programma had destijds onderdelen zoals Dier van de week. Ook had het programma het onderdeel Zapp Boulevard. Dit onderdeel was afgeleid van het RTL programma RTL Boulevard. In dit onderdeel werden de gasten ontvangen en werd het hoofdonderwerp besproken.

## Meer uitzendingen (seizoen 2 t/m 5)
Van het tweede tot en met het vijfde seizoen was Zapplive er, naast de zaterdaguitzending, ook op dinsdag- en donderdagmiddag. De middaguitzendingen duurden korter dan de zaterdagochtenduitzending.

## In de ochtend (seizoen 6 t/m 11)
Tussen Zapplive door waren andere programma's te zien. Dit waren Zappsport, Checkpoint, Kinderen voor Kinderen pakt uit en Kaal of Kammen. Deze programma's werden uitgezonden tijdens de zogenaamde "swipemomenten". Voordat een ander programma werd uitgezonden, werd een drietal items (personen of voorwerpen) in de draaideur geplaatst en konden de kijkers op de website van Zapplive een keuze maken uit de betreffende items, bijvoorbeeld wie van de gasten in de studio een spel mocht spelen of welk pak iemand moest aantrekken. Dit konden ze doen tijdens de gehele uitzending van het andere programma, waarna in Zapplive de uitslag bekend werd gemaakt van het "swipen". Vanaf 2017 werd er echter gestemd met behulp van emoties die op de site langs de stream scrolden. Stemmen kon door op de knop "Stem nu" rechts onderin te klikken.
In eerdere seizoenen werden er tijdens het programma verschillende spellen gespeeld waarin de kijker een raadsel of 'moord' moest oplossen, zoals het Zappdelict, Zaak Zappendael, ZappStory, ZappMysterie, Bij Ron Thuis, Zappmissie en Zappdetective. Van 2018 tot 2019 was er ook een zondageditie: Zapplive op zondag.
Tijdens Zapplive werden er diverse spelletjes gespeeld. De populairste spelletjes werden in blok 3 gespeeld. Meestal was dat Zapplive onder spanning.
Verder was er het "Bel Snel Spel". Er verscheen een locatie in beeld en mensen moesten hier zo snel mogelijk naartoe rennen. Op de locatie was een envelop met het nummer van de studio te vinden. Degene die deze envelop vond en vervolgens naar de studio belde was de winnaar en mocht kiezen uit tien kluizen die in de studio stonden opgesteld. Het nummer dat deze persoon koos, bepaalde welke prijs diegene kreeg. Nummers die waren gekozen verdwenen uit de studio, zodat de winnaar telkens uit minder kluizen kon kiezen.
Vanwege de coronacrisis ging op 18 maart 2020 Zapplive Extra van start, om als alternatief te dienen voor de scholen die vanwege de pandemie hun deuren moesten sluiten. Het programma werd tot en met mei van dat jaar uitgezonden. Ook van maandag 4 januari 2021 tot en met 1 maart 2021, toen de scholen voor de tweede keer moesten sluiten vanwege de coronacrisis, werd Zapplive Extra uitgezonden. Het diende in deze periode opnieuw als alternatief voor de scholen.

## In de middag (seizoen 12)
Sinds seizoen 12 is het programma niet meer in blokken verdeeld. De spelletjes zoals Zapplive onder spanning zijn verdwenen. Nieuw dit seizoen is de nieuwsquiz. Hier konden ook de kijkers aan meedoen. Zij beantwoordden de vragen via de site van het programma. Het tijdens het elfde seizoen geïntroduceerde Breaking News is gebleven.

## Het einde
Op zaterdag 1 mei 2021 kwam er na bijna 12 jaar een einde aan Zapplive.

## Uitzendtijden
De uitzendperiode van Zapplive was van eind augustus of begin september tot eind mei of begin juni. In de kerstvakantie waren er geen uitzendingen.
| Seizoen | Uitzendjaar | Dag- en uitzendtijd      | Dag- en uitzendtijd     | Dag- en uitzendtijd       |
| ------- | ----------- | ------------------------ | ----------------------- | ------------------------- |
| 1       | 2009-2010   | Zaterdag 09u00 t/m 10u30 |                         |                           |
| 2-5     | 2010-2014   | Zaterdag 08u45 t/m 10u15 | Dinsdag 17u35 t/m 18u00 | Donderdag 17u35 t/m 18u00 |
| 6-10    | 2014-2019   | Zaterdag 08u40 t/m 10u30 |                         |                           |
| 11      | 2019-2020   | Zaterdag 09u00 t/m 10u45 |                         |                           |
| 12      | 2020-2021   | Zaterdag 17u25 t/m 18u10 |                         |                           |

## Lijst van presentatoren
| Presentatie              | 2009/10 (seizoen 1) | 2010/11 (seizoen 2) | 2011/12 (seizoen 3) | 2012/13 (seizoen 4) | 2013/14 (seizoen 5) | 2014/15 (seizoen 6) | 2015/16 (seizoen 7) | 2016/17 (seizoen 8) | 2017/18 (seizoen 9) | 2018/19 (seizoen 10) | 2019/20 (seizoen 11) | 2020/21 (seizoen 12) |
| Vaste presentatoren      | Vaste presentatoren | Vaste presentatoren | Vaste presentatoren | Vaste presentatoren | Vaste presentatoren | Vaste presentatoren | Vaste presentatoren | Vaste presentatoren | Vaste presentatoren | Vaste presentatoren  | Vaste presentatoren  | Vaste presentatoren  |
| ------------------------ | ------------------- | ------------------- | ------------------- | ------------------- | ------------------- | ------------------- | ------------------- | ------------------- | ------------------- | -------------------- | -------------------- | -------------------- |
| Emiel Sandtke            |                     |                     |                     |                     |                     |                     |                     |                     |                     |                      |                      |                      |
| Martijn Hillenius        |                     |                     |                     |                     |                     |                     |                     |                     |                     |                      |                      |                      |
| Pepijn Gunneweg          |                     |                     |                     |                     |                     |                     |                     |                     |                     |                      |                      |                      |
| Evelien Bosch            |                     |                     |                     |                     |                     |                     |                     |                     |                     |                      |                      |                      |
| Sascha Visser            |                     |                     |                     |                     |                     |                     |                     |                     |                     |                      |                      |                      |
| Klaas van Kruistum       |                     |                     |                     |                     |                     |                     |                     |                     |                     |                      |                      |                      |
| Saskia Weerstand         |                     |                     |                     |                     |                     |                     |                     |                     |                     |                      |                      |                      |
| Tijdelijke presentatoren |                     |                     |                     |                     |                     |                     |                     |                     |                     |                      |                      |                      |
| Bart Meijer              |                     |                     |                     |                     |                     |                     |                     |                     |                     |                      |                      |                      |
| Vivienne van den Assem   |                     |                     |                     |                     |                     |                     |                     |                     |                     |                      |                      |                      |
| Ewout Genemans           |                     |                     |                     |                     |                     |                     |                     |                     |                     |                      |                      |                      |
| Soundos El Ahmadi        |                     |                     |                     |                     |                     |                     |                     |                     |                     |                      |                      |                      |
| Tim Douwsma              |                     |                     |                     |                     |                     |                     |                     |                     |                     |                      |                      |                      |
| Thomas van der Vlugt     |                     |                     |                     |                     |                     |                     |                     |                     |                     |                      |                      |                      |
| Buddy Vedder             |                     |                     |                     |                     |                     |                     |                     |                     |                     |                      |                      |                      |
| Stijn Fransen            |                     |                     |                     |                     |                     |                     |                     |                     |                     |                      |                      |                      |
| Bruno Prent              |                     |                     |                     |                     |                     |                     |                     |                     |                     |                      |                      |                      |
| Dzifa Kusenuh            |                     |                     |                     |                     |                     |                     |                     |                     |                     |                      |                      |                      |
| Kelvin Boerma            |                     |                     |                     |                     |                     |                     |                     |                     |                     |                      |                      |                      |
| Patrick Martens          |                     |                     |                     |                     |                     |                     |                     |                     |                     |                      |                      |                      |
| Igmar Felicia            |                     |                     |                     |                     |                     |                     |                     |                     |                     |                      |                      |                      |
| Stephanie van Eer        |                     |                     |                     |                     |                     |                     |                     |                     |                     |                      |                      |                      |
| Tim Senders              |                     |                     |                     |                     |                     |                     |                     |                     |                     |                      |                      |                      |

## Winnaars en nominaties Zapplive Awards
Zie Zapplive Awards